# Haldenreaktorn

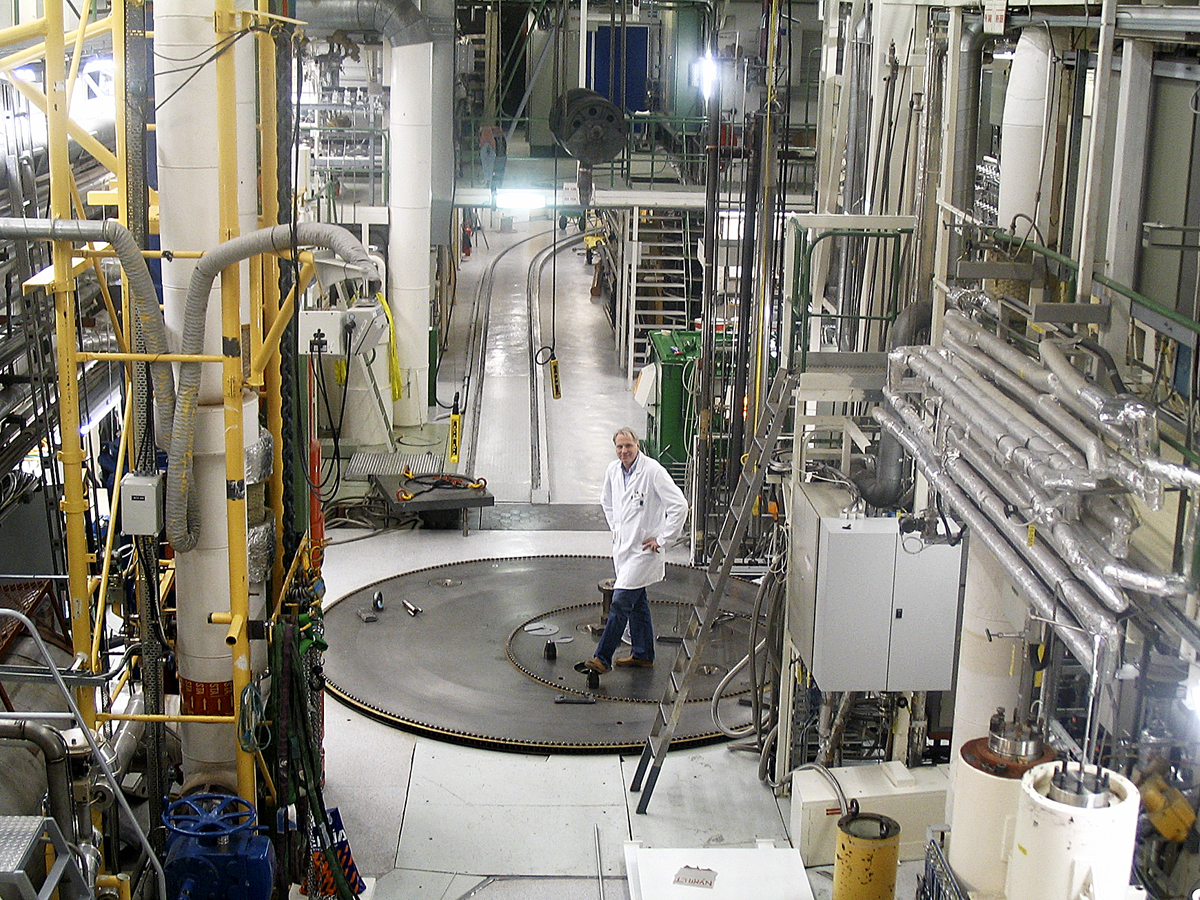

Halden Boiling Water Reactor (HBWR) var en forskningsreaktor i Halden, Norge, som var i drift mellan 1958 och 2018.

## Historik
Bygget av reaktorn startade 1955 och den togs i drift 1958. Reaktorn är insprängd cirka 100 meter in i berggrunden och är en tungvatten-modererad kokvattenreaktor. Reaktorn använde först naturligt uran, men från 1960 låganrikat uran. Reaktortanken saknar cirkulationspumpar och härden kyls med naturlig konvektion. Dess termiska effekt var 25 MW och arbetstrycket var 33,6 bar. Reaktorn kunde även leverera processånga till Norske Skog.
Reaktorn drevs av Institutt for energiteknikk (IFE). Från start bedrevs internationell forskning inom ramen för Nuclear Energy Agency med organisationer från 19 länder inblandade, däribland Sverige. Forskningen var främst inriktad på kärnkraftssäkerhet och studier av kärnbränslens egenskaper under neutronbestrålning.

### Stängning
Vid en planerad inspektion i mars 2018 upptäcktes en felfungerande isolerventil som bedömdes kräva mer än ett års stillestånd för utbyte och reparation. Tillsammans med andra moderniseringsbehov gjordes bedömningen att fortsatt drift skulle kräva betydande finansiella tillskott. I brist på sådan finansiering beslöts i juni 2018 att reaktorn skulle stängas.
Stängningsbeslutet har medfört ökat behov av andra anläggningar för att genomföra forskning och experiment. Ingen enskild anläggning hade 2020 kapacitet att ersätta Haldenreaktorn helt, så ett arbete påbörjades på initiativ av USA:s energidepartement för att hitta kapacitet och alternativa lösningar vid andra anläggningar i Europa och USA.
Reaktorn överfördes till Norsk nukleær dekommisjonering den 1 april 2025.